# Richard Breutner
Richard Breutner (Johannesburg, 10 settembre 1979) è uno schermidore tedesco, specializzato nel fioretto. Ha vinto una medaglia d'argento ai Campionati mondiali di scherma.

## Palmarès
In carriera ha conseguito i seguenti risultati:
- Mondiali di scherma

Torino 2006: argento nel fioretto a squadre.
- Europei di scherma

Mosca 2002: bronzo nel fioretto a squadre.
Bourges 2003: bronzo nel fioretto individuale.
Copenaghen 2004: oro nel fioretto individuale